# Leutesheim
Leutesheim ist ein Stadtteil von Kehl im baden-württembergischen Ortenaukreis mit hat knapp 1400 Einwohner.

## Geographie
Leutesheim liegt im Rheintal ca. 1,7 km östlich des Rheins, der hier die Deutsch-Französische Grenze bildet, und ca. 6,6 km nördlich von Kehl. Die Innenstadt des französischen Straßburg ist ca. 10 km entfernt. Die Ortschaft wird vom „Gieselbach“ durchzogen.

## Geschichte

### Mittelalter
Die älteste erhaltene Erwähnung von Leutesheim, als „Lutensheim“, stammt von 1233. Das Dorf lag im Amt Lichtenau der Herrschaft Lichtenberg. Es war ein Lehen des Bischofs von Straßburg, wobei die Erstbelehnung vermutlich 1274 erfolgte. 1335 nahmen die mittlere und die jüngere Linie des Hauses Lichtenberg eine Landesteilung vor. Dabei fiel das Amt Lichtenau – und damit Leutesheim – an Ludwig III. von Lichtenberg, der die jüngere Linie des Hauses begründete.
Anna von Lichtenberg (* 1442; † 1474) war als Tochter Ludwigs V. von Lichtenberg (* 1417; † 1474) eine von zwei Erbtöchtern mit Ansprüchen auf die Herrschaft Lichtenberg. Sie heiratete 1458 den Grafen Philipp I. den Älteren von Hanau-Babenhausen (* 1417; † 1480), der eine kleine Sekundogenitur aus dem Bestand der Grafschaft Hanau erhalten hatte, um Anna heiraten zu können. Durch die Heirat entstand die Grafschaft Hanau-Lichtenberg. Nach dem Tod des letzten Lichtenbergers, Jakob von Lichtenberg, eines Onkels von Anna, erhielt Philipp I. d. Ä. 1480 die Hälfte der Herrschaft Lichtenberg. Die andere Hälfte gelangte an seinen Schwager, Simon IV. Wecker von Zweibrücken-Bitsch. Das Amt Lichtenau gehörte zu dem Teil von Lichtenberg, den die Nachkommen von Philipp und Anna erbten.

### Frühe Neuzeit
Graf Philipp IV. von Hanau-Lichtenberg (1514–1590) führte nach seinem Regierungsantritt 1538 die Reformation in seiner Grafschaft konsequent durch, die nun lutherisch wurde. Die Landwirtschaft des Dorfes widmete sich dem Hanf- und später dem Tabakanbau, der Viehzucht und Fischerei. Auch Goldwäscherei wurde betrieben.
Nach dem Tod des letzten Hanauer Grafen, Johann Reinhard III., 1736 fiel das Erbe – und damit auch das Amt Lichtenau mit Leutesheim – an den Sohn seiner einzigen Tochter, Charlotte von Hanau-Lichtenberg, Landgraf Ludwig (IX.) von Hessen-Darmstadt.

### Neuzeit
Mit dem Reichsdeputationshauptschluss wurde das Amt und Leutesheim 1803 dem neu gebildeten Kurfürstentum Baden zugeordnet.
Als Ergebnis der Gemeindegebietsreform wurde Leutesheim am 1. Januar 1975 nach Kehl eingemeindet.

## Demographie
Einwohnerzahlen nach dem jeweiligen Gebietsstand.
| Jahr | Einwohnerzahl |
| ---- | ------------- |
| 1961 | 1.241         |
| 1970 | 1.396         |
| 2014 | 1.394         |

## Politik

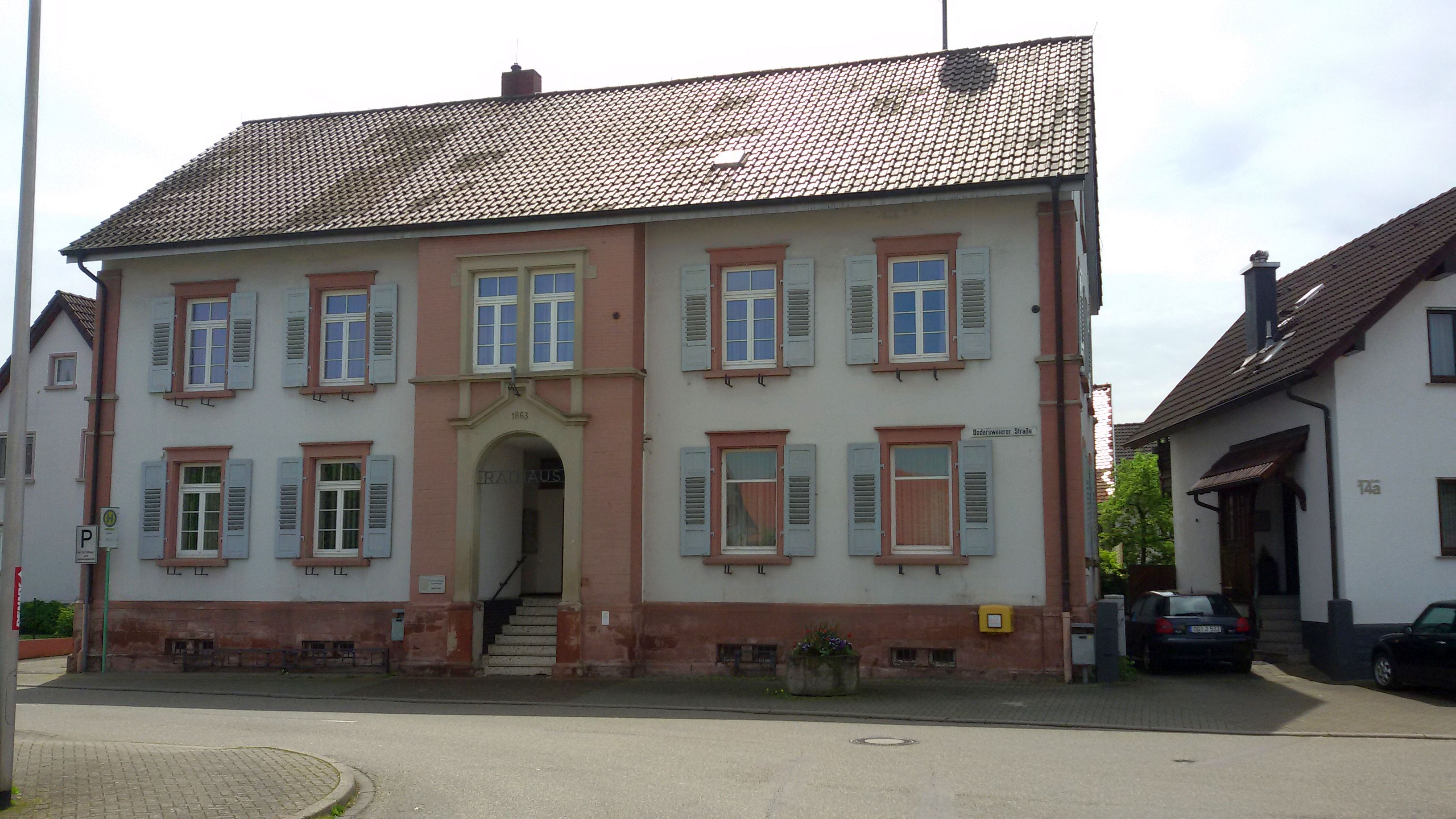
Rathaus Leutesheim

Mit der Eingemeindung nach Kehl 1975 wurde das Amt des Ortsvorstehers geschaffen. Amtsinhaber, und damit Vorsitzender des Ortschaftsrates, ist seit 2014 Heinz Faulhaber (SPD). Zuvor hatte Ernst Kleinmann 15 Jahre das Amt inne.
Die Kommunalwahl am 9. Juni 2024 brachte folgende Sitzverteilung:
| Insgesamt 10 Sitze - SPD/Aktiv für Litze: 10 |

## Kultur und Sehenswürdigkeiten

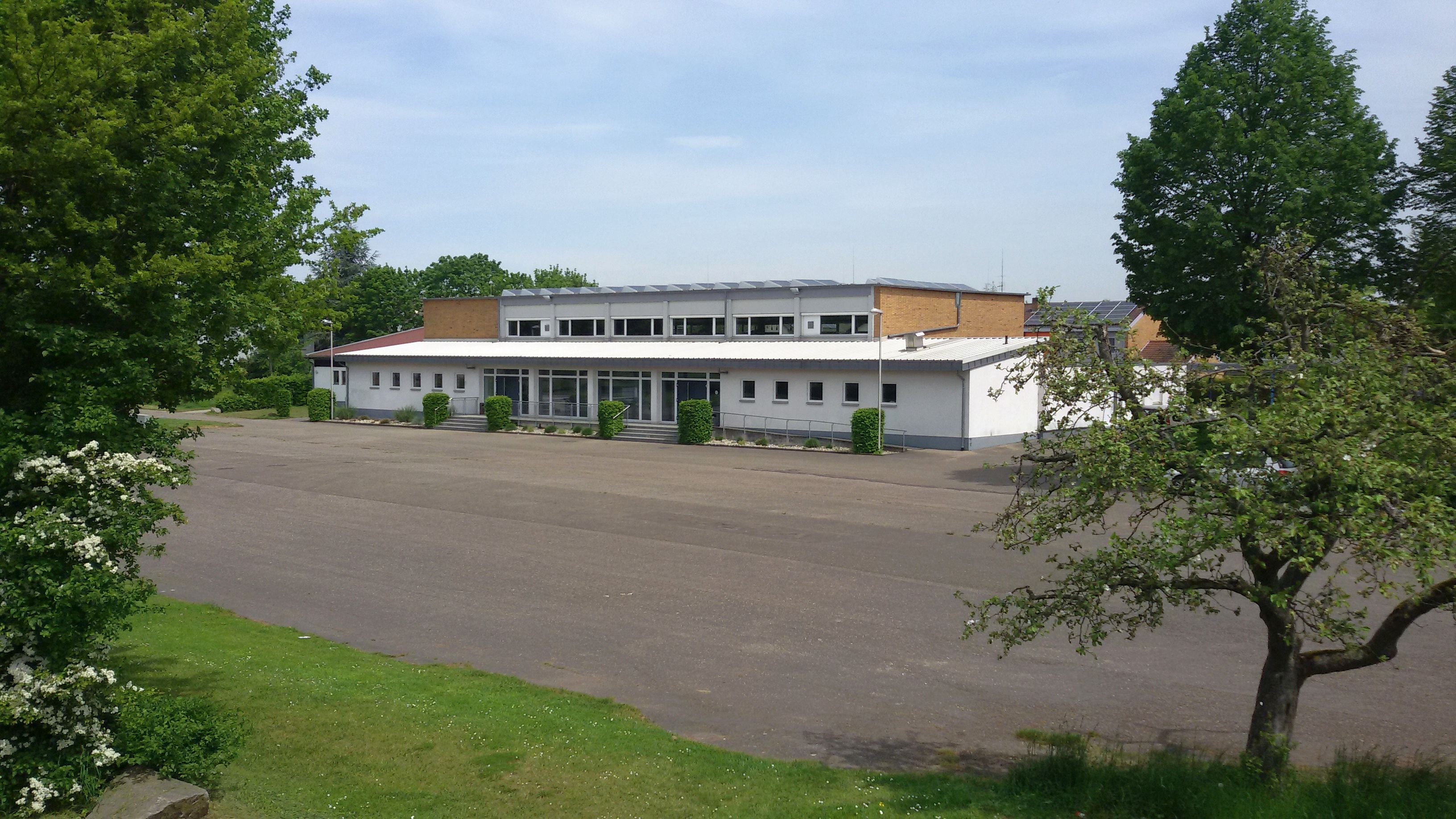
Mehrzweckhalle und Festplatz

### Sport
Der Sportschützenverein Leutesheim spielt in der Saison 2015/16 in der fünftklassigen Südbadenliga.
Im Fußball vertritt der SV Leutesheim das Dorf.

### Religionen

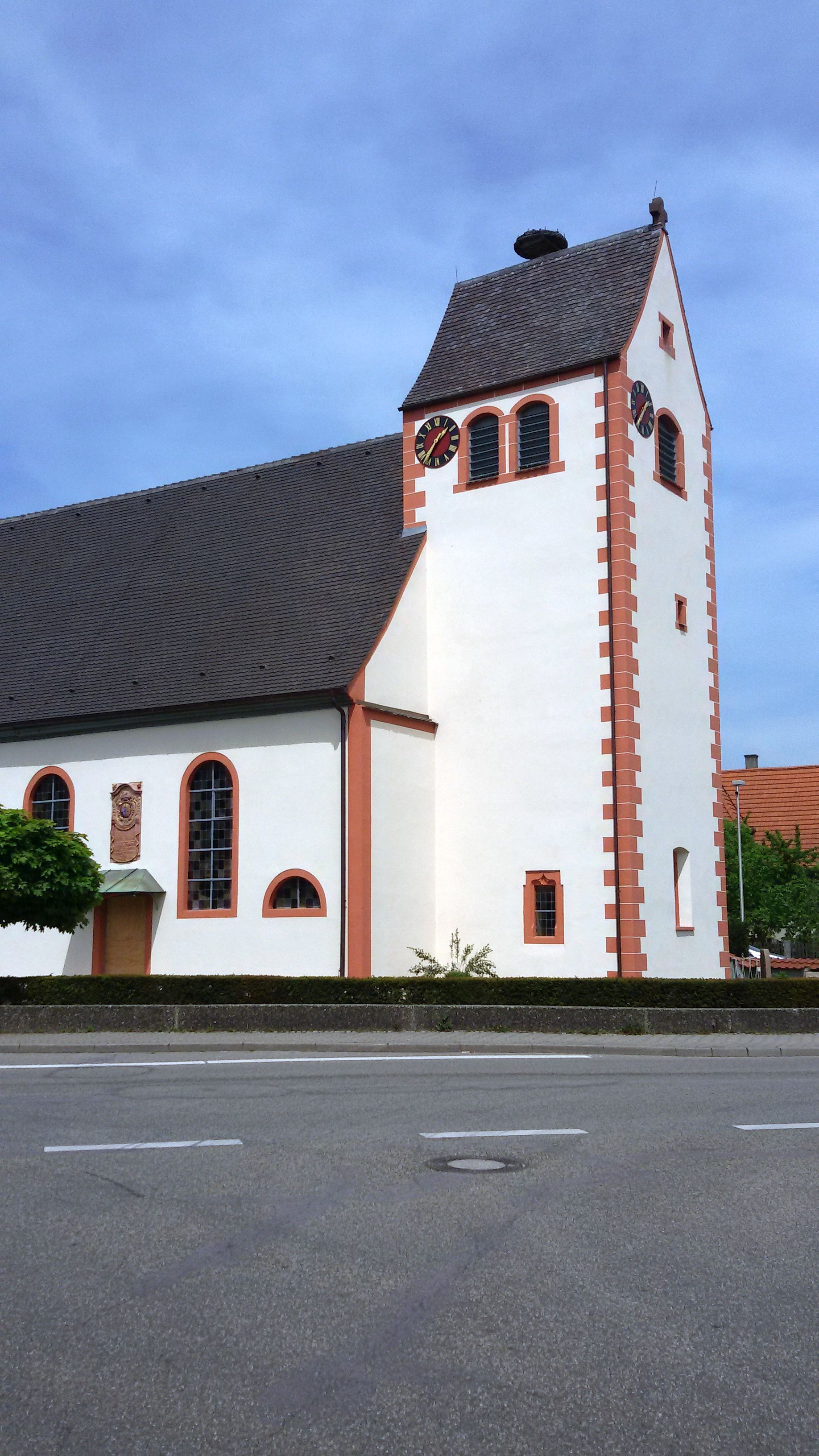
Kirche in Leutesheim

In Leutesheim befindet sich eine evangelische Kirchengemeinde.

## Wirtschaft und Infrastruktur

### Unternehmen
Im Süden der Ortschaft befindet sich ein kleines Gewerbegebiet, das ausschließlich von dem Hersteller von Kunststoffverpackungen, der JACO - Dr. Jaeniche GmbH & Co. KG, genutzt wird. Mit über 120 Mitarbeitern ist dies der größte Arbeitgeber Leutesheims. Weitere kleine Unternehmen sind in Mischgebieten innerhalb der Ortschaft verteilt.

### Bildung
In Leutesheim befinden sich ein Kindergarten und eine Grundschule.

### Verkehr
Leutesheim wird von der Kreisstraße 5373 durchzogen, über die Anbindung an die L75 (bis 1. Januar 2016: B36) besteht. Der öffentliche Personennahverkehr wird durch die Buslinie K4 und 403 der SWEG bedient.